# (145545) Wensayling
(145545) Wensayling est un astéroïde de la ceinture principale.

## Description
(145545) Wensayling est un astéroïde de la ceinture principale. Il fut découvert le 22 mai 2006 à l'observatoire de Lulin par Ting Chang Yang et Ye Quan-Zhi. Il présente une orbite caractérisée par un demi-grand axe de 3,30 UA, une excentricité de 0,16 et une inclinaison de 15,4° par rapport à l'écliptique.

## Compléments